# العلاقات الكويتية البليزية
العلاقات الكويتية البليزية هي العلاقات الثنائية التي تجمع بين الكويت وبليز.

## مقارنة بين البلدين
هذه مقارنة عامة ومرجعية للدولتين:
| وجه المقارنة                                              | الكويت        | بليز         |
| --------------------------------------------------------- | ------------- | ------------ |
| المساحة (كم2)                                             | 17.82 ألف     | 22.97 ألف    |
| عدد السكان (نسمة)                                         | 4.14 مليون    | 374.68 ألف   |
| الكثافة السكانية (ن./كم²)                                 | 232.32        | 16.31        |
| العاصمة                                                   | مدينة الكويت  | بلموبان      |
| اللغة الرسمية                                             | اللغة العربية | لغة إنجليزية |
| العملة                                                    | دينار كويتي   | دولار بليزي  |
| الناتج المحلي الإجمالي (بليون دولار)                      | 120.13 مليار  | 1.84 مليار   |
| الناتج المحلي الإجمالي (تعادل القوة الشرائية) بليون دولار | 290.53 مليار  | 3.05 مليار   |
| الناتج المحلي الإجمالي الاسمي للفرد دولار أمريكي          | 29.30 ألف     | 4.88 ألف     |
| الناتج المحلي الإجمالي للفرد دولار أمريكي                 | 73.25 ألف     | 8.42 ألف     |
| مؤشر التنمية البشرية                                      | 0.816         | 0.715        |
| رمز المكالمات الدولي                                      | +965          | +501         |
| رمز الإنترنت                                              | .kw           | .bz          |
| المنطقة الزمنية                                           | ت ع م+03:00   | 00           |

## منظمات دولية مشتركة
يشترك البلدان في عضوية مجموعة من المنظمات الدولية، منها:
| علم المنظمة | اسم المنظمة                        | تاريخ انضمام الكويت | تاريخ انضمام بليز |
| ----------- | ---------------------------------- | ------------------- | ----------------- |
|             | الاتحاد البريدي العالمي            | ?                   | ?                 |
|             | يونسكو                             | 18 نوفمبر 1960      | 10 مايو 1982      |
|             | البنك الدولي للإنشاء والتعمير      | 13 سبتمبر 1962      | 19 مارس 1982      |
|             | منظمة التجارة العالمية             | ?                   | ?                 |
|             | وكالة ضمان الاستثمار متعدد الأطراف | 12 أبريل 1988       | 29 يونيو 1992     |
|             | الاتحاد الدولي للاتصالات           | 14 أغسطس 1959       | 16 ديسمبر 1981    |
|             | منظمة الشرطة الجنائية الدولية      | ?                   | ?                 |
|             | مؤسسة التمويل الدولية              | 13 سبتمبر 1962      | 19 مارس 1982      |
|             | الأمم المتحدة                      | 14 مايو 1963        | 25 سبتمبر 1981    |
|             | مؤسسة التنمية الدولية              | 13 سبتمبر 1962      | 19 مارس 1982      |
|             | منظمة حظر الأسلحة الكيميائية       | ?                   | ?                 |

## وصلات خارجية
- موقع وزارة الخارجية الكويتية
- موقع وزارة الخارجية البليزية